# パーチェム・イン・テリス賞
パーチェム・イン・テリス平和自由賞（パーチェム・イン・テリスへいわじゆうしょう、Pacem in Terris Peace and Freedom Award）は、1964年から毎年授与されている、平和に関する賞である。1963年の教皇ヨハネ23世の回勅「パーチェム・イン・テリス」（地上の平和）を記念して制定された。「自身の国だけでなく世界において、平和と正義のために成果を上げた人物」に対して授与される。カトリック教会が授与する賞であるが、受賞対象者はキリスト教徒に限らない。
この賞は、アメリカ合衆国アイオワ州のローマカトリック教会ダベンポート教区のカトリック異人種協議会によって始められた。1976年からは、ダベンポートを含むイリノイ州とアイオワ州にまたがる都市圈であるクアッド・シティズに設置されたパーチェム・イン・テリス連合に移管された。2010年現在では、ダベンポート教区、セント・アンブローズ大学、オーガスタナ大学、クアッド・シティズ教会連合、パクス・クリスティ、『カトリック・マネージャー』紙、Congregation of the Humility of Mary、ベネディクト会、クアッド・シティズ・ムスリム同胞団、聖フランシスコ修道女会の協賛を得ている。
受賞者のうち6人がノーベル平和賞も受賞している。2人は列聖の第1段階である神の僕であり、将来的に聖人になる可能性がある。

## 受賞者
| 受賞年 | 肖像                           | 受賞者                                               | 国籍および活動地             |
| ------ | ------------------------------ | ---------------------------------------------------- | ---------------------------- |
| 1964   |                                | ジョン・ハワード・グリフィン (1920–1980)             | アメリカ                     |
| 1964   |                                | ジョン・F・ケネディ (b. 1917–1963)                   | アメリカ                     |
| 1965   |                                | マーティン・ルーサー・キング・ジュニア (1929–1968)   | アメリカ                     |
| 1966   |                                | サージェント・シュライバー (1915–2011)               | アメリカ                     |
| 1967   |                                | A・フィリップ・ランドルフ (1889–1979)                | アメリカ                     |
| 1968   |                                | ジェームズ・グロッピ (1930–1985)                     | アメリカ                     |
| 1969   |                                | ソウル・アリンスキー (1909–1972)                     | アメリカ                     |
| 1970   | 受賞者なし                     | 受賞者なし                                           | 受賞者なし                   |
| 1971   | 受賞者なし                     | 受賞者なし                                           | 受賞者なし                   |
| 1972   |                                | ドロシー・デイ (1897–1980)                           | アメリカ                     |
| 1973   | 受賞者なし                     | 受賞者なし                                           | 受賞者なし                   |
| 1974   |                                | ハロルド・ヒューズ (1922–1996)                       | アメリカ                     |
| 1975   |                                | エルデル・カマラ (1909–1999)                         | ブラジル                     |
| 1976   |                                | マザー・テレサ (1910–1997)                           | アルバニア · インド          |
| 1977   | 受賞者なし                     | 受賞者なし                                           | 受賞者なし                   |
| 1978   | 受賞者なし                     | 受賞者なし                                           | 受賞者なし                   |
| 1979   |                                | トーマス・ガンブルトン (b. 1930)                     | アメリカ                     |
| 1980   |                                | クリスタル・リー・サットン (1940–2009)               | アメリカ                     |
| 1980   |                                | アーネスト・レオ・アンターケフラー (1917–1993)       | アメリカ                     |
| 1981   | 受賞者なし                     | 受賞者なし                                           | 受賞者なし                   |
| 1982   |                                | ジョージ・ケナン (1904–2004)                         | アメリカ                     |
| 1983   |                                | ヘレン・カルディコット (b. 1938)                     | アメリカ                     |
| 1984   | 受賞者なし                     | 受賞者なし                                           | 受賞者なし                   |
| 1985   |                                | ジョセフ・バーナーディン (1928–1996)                 | アメリカ                     |
| 1986   |                                | モーリス・ジョン・ディングマン (1914–1992)           | アメリカ                     |
| 1987   |                                | デズモンド・ムピロ・ツツ (1931–2021)                 | 南アフリカ                   |
| 1988   | 受賞者なし                     | 受賞者なし                                           | 受賞者なし                   |
| 1989   |                                | アイリーン・イーガン (1912–2000)                     | アメリカ                     |
| 1990   |                                | マイレッド・コリガン・マグワイア (b. 1944)           | イギリス · アイルランド      |
| 1991   |                                | マリア・フリア・エルナンデス (1939–2007)             | エルサルバドル               |
| 1992   |                                | セサール・チャベス (1927–1993)                       | アメリカ                     |
| 1993   |                                | ダニエル・ベリガン (1921–2016)                       | アメリカ                     |
| 1994   | 受賞者なし                     | 受賞者なし                                           | 受賞者なし                   |
| 1995   |                                | ジム・ウォリス (b. 1948)                             | アメリカ                     |
| 1996   |                                | サムエル・ルイズ (1924–2011)                         | メキシコ                     |
| 1997   |                                | ジェームズ・W・ダグラス (b. 1937)                    | アメリカ                     |
| 1997   | シェリー・ダグラス (b. 1940)   |                                                      | アメリカ                     |
| 1998   |                                | ヘレン・プレイジャーン (b. 1939)                     | アメリカ                     |
| 1999   |                                | アドルフォ・ペレス・エスキベル (b. 1931)             | アルゼンチン                 |
| 2000   |                                | ジョージ・G・ヒギンズ (1916–2002)                    | アメリカ                     |
| 2001   |                                | レフ・ヴァウェンサ (b. 1943)                         | ポーランド                   |
| 2002   |                                | グウェン・ヘネシー (b. 1932)                         | アメリカ                     |
| 2002   | ドロシー・ヘネシー (1913–2008) |                                                      | アメリカ                     |
| 2003   | 受賞者なし                     | 受賞者なし                                           | 受賞者なし                   |
| 2004   |                                | アーサー・サイモン (b. 1930)                         | アメリカ                     |
| 2005   |                                | ドナルド・モズレー (b. 1939)                         | アメリカ                     |
| 2006   | 受賞者なし                     | 受賞者なし                                           | 受賞者なし                   |
| 2007   |                                | サリム・ガザル (1931–2011)                           | レバノン                     |
| 2008   |                                | マーヴィン・モテット (1930–2016)                     | アメリカ                     |
| 2009   |                                | ヒルデガルト・ゴス＝マイヤー (b. 1930)               | オーストリア                 |
| 2010   |                                | ジョン・ディア (b. 1959)                             | アメリカ                     |
| 2011   |                                | アルバロ・レオネル・ラマッツィーニ・イメリ (b. 1947) | グアテマラ                   |
| 2012   |                                | キム・ボボ (b. 1954)                                 | アメリカ                     |
| 2013   |                                | ジャン・バニエ (1928–2019)                           | カナダ                       |
| 2014   |                                | シモーヌ・キャンベル (b. 1945)                       | アメリカ                     |
| 2015   |                                | ティク・ナット・ハン (1926–2022)                     | ベトナム                     |
| 2016   |                                | グスタボ・グティエレス (b. 1928)                     | ペルー                       |
| 2017   |                                | Widad Akrawi (b. 1969)                               | イラク                       |
| 2018   | 受賞者なし                     | 受賞者なし                                           | 受賞者なし                   |
| 2019   |                                | ダライ・ラマ14世 (b. 1935)                           | チベット                     |
| 2019   |                                | ムニブ・ユナン (b. 1950)                             | パレスチナ                   |
| 2020   | 受賞者なし（コロナ禍のため）   | 受賞者なし（コロナ禍のため）                         | 受賞者なし（コロナ禍のため） |
| 2021   | 受賞者なし（コロナ禍のため）   | 受賞者なし（コロナ禍のため）                         | 受賞者なし（コロナ禍のため） |
| 2022   |                                | ノーマ・ピメンテル (b. 1953)                         | アメリカ                     |